# 謝名利山

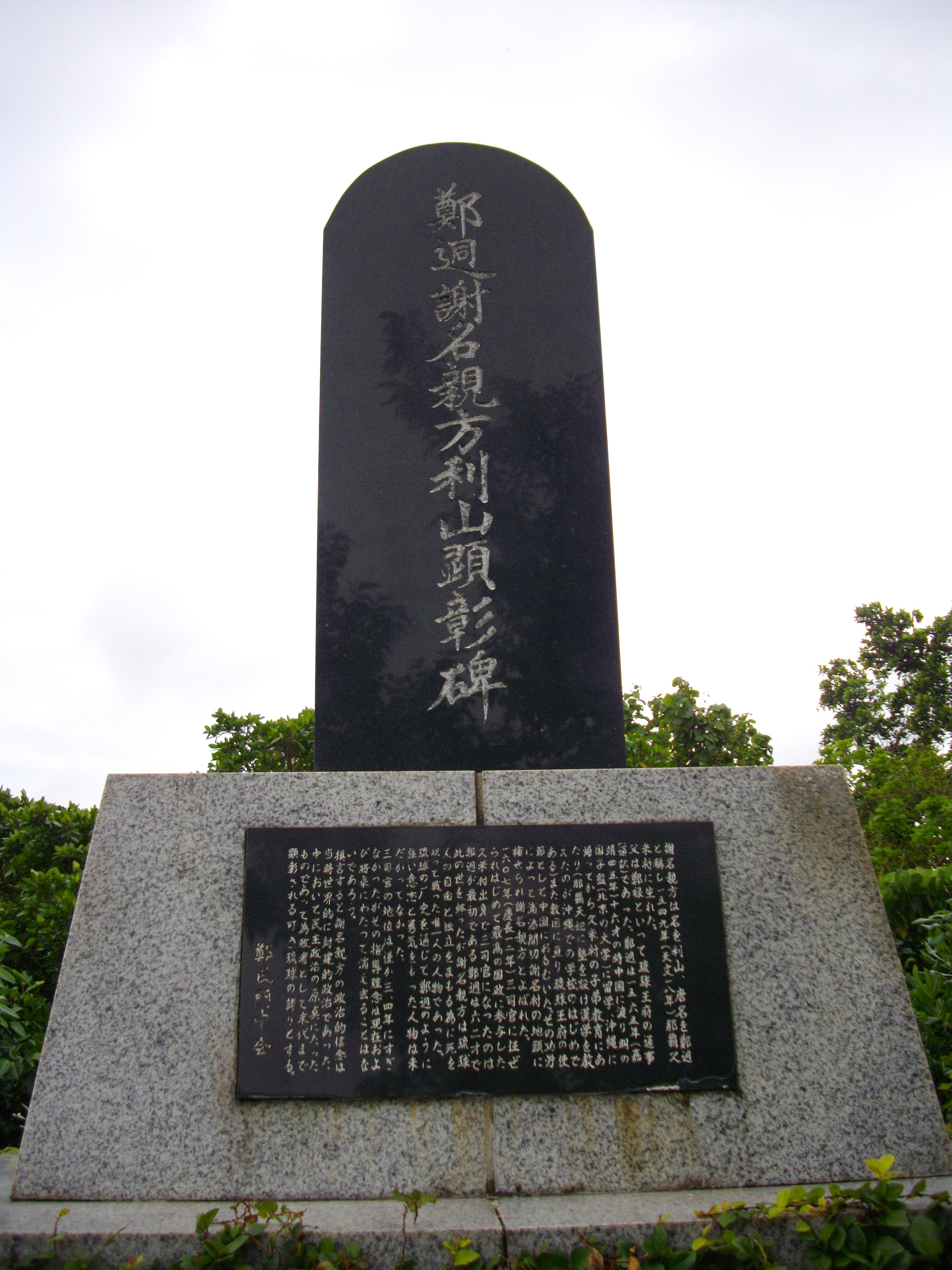
鄭迵謝名親方利山顕彰碑

謝名 利山（じゃな りざん、嘉靖28年／天文18年〈1549年〉- 万暦39年／慶長16年9月19日〈1611年10月24日〉）は、琉球王国の政治家。三司官として対日本外交で強硬姿勢をとり、1609年の琉球侵攻の後、処刑される。
謝名親方（じゃなうぇーかた）の呼び方で一般に知られる。唐名は鄭迵（ていどう）。

## 概要
称号は親方。鄭氏湖城殿内九世。久米村（現・那覇市久米）出身で久米三十六姓の末裔の一人。父・鄭禄の次男として生まれる。
1565年、16歳のとき官生に選ばれて明に留学し、翌年、南京の国子監へ入学する。1572年、帰国。その後は都通事をへて長史となり、進貢使者として数度渡唐する。1580年、総理唐栄司（久米村総役）となる。
1602年、仙台藩領内に琉球船が漂着し、徳川家康の命令により1603年に送還された。以後、度々家康へのお礼の使者が要求されるようになる。
1605年、謝名は法司官であった城間親方盛久を讒言して百姓の身分に貶め、翌年、自らこれに成り代わった。
1608年9月、島津家久は、家康と秀忠が舟師を起こそうとしていると聞き、大慈寺龍雲らを遣わして尚寧及び三司官に対し、徳川家康に必ず朝聘するよう求めたが、謝名は聴従せず、かえって侮罵に至り、大いに使僧を辱めた。このような経緯から家康の命令が遂に下り、薩摩藩が琉球征伐にあたる事となった。
1609年、琉球侵攻の際の謝名の動向は不詳。三つの一次史料 は、薩摩軍が那覇に移動する前後に、尚寧が具志頭王子と三司官を人質に差し出した点で一致しており、謝名はそこで三司官の一人として触れられるのみである。以下の二つの史料は謝名親方と3000人の兵士について述べているが、相互に矛盾しており、また一次史料によれば、3000人の兵士も、彼らが移動したり戦ったりする時間的余裕も存在しない。まず「琉球入ノ記」は、「久米村の城」に謝名が3000人を率いて立て籠もり、三日三晩戦ったが、遂に首里を目指して逃げるところを小松助四郎が捕えたとする。「歴代宝案」万暦三十八年正月三十日付・福建布政使司宛咨文には、鄭迵、毛継祖等が3000人が統督して那覇江口に雄拠し力敵したが、薩摩軍が東北の方から入って来たため、首里城に戻った。薩摩軍は直ちに那覇を突いた、と載る。
「南聘紀考」は「琉球入ノ記」を受容する一方、次のような附記を行っている。「謝名は山中に隠れて降伏しなかった。大将は佐多忠増に命じ、忠増は佐多源右衛門久信に命じ、久信は深山に入り、謝名に投降を勧め、名誉を全うさせた。謝名は喜んで囚われの身となった。久信は白銀二枚を賜った。佐田の家譜に見える」
1611年9月19日、薩摩藩から尚寧及び三司官に起請文が提示されたが、独り謝名は屈服せず署名しなかった。そこで家久は所司を遣わしたが、謝名はこれに対しても抗弁に及んだため、斬首された。
正史「球陽（249号）」は、「奈んせん、権臣謝名の言を信じ、遂に聘問の礼を失す」と述べ、謝名親方の言葉を信じて薩摩に無礼を働いたせいで、征伐されたとしている。喜安「喜安日記」（尚豊王時代）に、 「若那、童形のときよ大明南京へ学問に渡り、年久しくして帰国せし故か、大和の風を知らざる故に、天下の大事に及びぬるこそうたてけれ」「今度琉国の乱劇の根本を尋るに、若那一人の所為なり。その上佞臣なり」とある。また同書では、その外見を「六尺ばかりなるいろくろき男なり」と伝えている。
手（ティー）の達人であり、処刑の際に薩摩の番兵を何人か道連れにしているという言い伝えもある。
墓はないが同じ鄭氏の門中（一族）によって建てられた顕彰碑（写真のもの）が元の久米村に近い那覇市若狭の旭ヶ丘公園にある。